# Camerte
Camerte (in latino Camers) è un personaggio dell'Eneide di Virgilio, menzionato, in due passi del poema, tra i più importanti nemici italici dei Troiani sbarcati nel Lazio. Stranamente non viene fatto il suo nome nel libro settimo, in occasione del catalogo dei partecipanti alla guerra latina.

## Il mito
Nel decimo libro il poeta presenta Camerte come giovane e biondo figlio del rutulo Volcente, nonché potentissimo signore della città di Amyclae: Camerte è infatti tra i vari sovrani italici menzionati nel poema quello col regno dalla maggior estensione territoriale. 
Il re viene ucciso in battaglia da Enea con un colpo di spada, al termine di un lungo inseguimento.
"Protinus Antaeum et Lucam, prima agmina Turni,

 persequitur fortemque Numam fulvumque Camertem,

magnanimo Volcente satum, ditissimus agri

qui fuit Ausonidum et tacitis regnavit Amyclis.

Aegaeon qualis, centum cui bracchia dicunt

centenasque manus, quinquaginta oribus ignem

pectoribusque arsisse, Iovis cum fulmina contra

tot paribus streperet clipeis, tot stringeret enses:

sic toto Aeneas desaevit in aequore victor,

ut semel intepuit mucro."
(Eneide, testo latino, libro X, vv. 561-70)
"Poi insegue Anteo e Luca, che in prima fila combattono

con Turno, il forte Numa e il biondo Camerte

figlio di Volcente magnanimo, il più ricco di terre

che visse tra la gente d'Ausonia, re della tacita Amicle.

Quale Egeone, che, dicono, avesse centinaia di braccia e di mani,

e da cinquanta bocche spirasse le fiamme

dal petto, quando, contro i fulmini lanciati da Giove, batteva

cinquanta scudi e cinquanta spade impugnava;

così per tutta la piana vincendo Enea s'infuriò, poi che

intiepidì il ferro nel sangue."
(traduzione di Francesco Della Corte)
Nel dodicesimo libro invece Virgilio scrive che Giuturna, la ninfa sorella di Turno, assume le sembianze di Camerte per spronare i Rutuli a rompere la tregua che essi avevano stipulato con Enea; il re amiclano dunque risulterebbe stranamente ancora in vita, il che contrasta con quanto affermato dal poeta nel libro decimo. Forse si deve intendere che Giuturna vuole impressionare positivamente gli italici con un evento miracoloso, fingendo di essere non già Camerte in carne e ossa ma lo spirito dell'eroe, ritornato temporaneamente sulla terra per volere divino. Ma si può anche pensare a una svista di Virgilio, che morì senza aver potuto revisionare il poema.
"Quem simul ac Iuturna soror crebrescere vidit

sermonem et volgi variare labantia corda,

in medias acies, formam adsimulata Camerti,

cui genus a proavis ingens clarumque paternae

nomen erat virtutis, et ipse acerrimus armis,

in medias dat sese acies haud nescia rerum

rumoresque serit varios ac talia fatur"
(Eneide, testo latino, libro XII, vv.222-28)
"Tale una languidezza rimirando,

e tal del volgo un sussurrare udendo

Iuturna, sua sorella, infra le schiere

gittossi, e di Camerte il volto prese.

D'alto legnaggio, di valor paterno,

e di propria virtute era Camerte

famoso in fra la gente."
(traduzione di Annibal Caro)

### Fonti antiche
- Virgilio, Eneide, X.

### Fonti moderne
- Ercole De Angelis, Il sacro fuoco della regina, Napoli 2011.